# Lancaster Gate Memorial Cross
La Croix commémorative de Lancaster Gate est un monument commémoratif de guerre classé de grade II situé à Lancaster Gate, à Londres, commémorant les résidents du Borough de Paddington morts en combattant pendant la Première Guerre mondiale .

## Histoire
La croix commémorative a été conçue par Walter Tapper dans le style néo-gothique et sa sculpture a été exécutée par Laurence Arthur Turner. Il se compose d'une colonne surmontée d'une croix d'or, au-dessous de laquelle dans huit niches se trouvent les figures de Saint George pour l'Angleterre, de Saint Louis pour la France, et de six des saints guerriers de la chrétienté : Maurice, Longin, Victor, Adrien, Florian et Eustache .
Le mémorial était à l'origine situé sur le sentier à l'extérieur de Christ Church et a été inauguré le 27 mars 1921 par John Maud, l'évêque de Kensington. Il a été gravement endommagé lors de la grande tempête de 1987, mais a été restauré et déplacé à Lancaster Gate en 2002 dans le cadre du programme d'amélioration de la rue Lancaster Gate. Le mémorial restauré a été dévoilé le 11 novembre (jour de l'armistice) 2002  . En 2016, le premier service commémoratif depuis lors a eu lieu à la croix .